# Малый Сасик
Малый Сасик (укр. Малий Сасик) — озеро, расположенное на юге Белгород-Днестровского района (Одесская область). Площадь водного зеркала — 2,36 км², 2,7 км². Тип общей минерализации — солёное. Происхождение — лиманное. Группа гидрологического режима — бессточное.

## География
Озеро входит в группу озёр Тузловские лиманы. Длина — 4,47 км. Ширина средняя — 0,5 км, наибольшая — 0,99 км. Высота над уровнем моря: −0,4 м. Ближайший населённый пункт — село Приморское, расположенное севернее озера. Непосредственно у северного побережья озера расположен курорт Рассейка.
Озеро Малый Сасик отделено от Чёрного моря песчаным перешейком, по которому проходит дорога без твёрдого покрытия (грунтовая). Озёрная котловина водоёма неправильной удлинённой формы, вытянутая с северо-востока на юго-запад. Берега пологие, кроме некоторых на севере — обрывистые с пляжем. Берега с обильной прибрежно-водной растительностью. Реки не впадают. Западная часть озера разделена несколькими пешеходными переходами (мостами, которые связывают курорт Рассейка с пляжем), в восточной части есть отмели. Севернее примыкает озеро Шаганы (через природный перешеек), западнее — Джантшейское озеро (через искусственно закреплённый перешеек). Через слабую и извилистую протоку сообщается с озером Шаганы.
Уровень вод озера зависит от уровня воды моря и интенсивности обмена с ним грунтовыми водами (инфильтрации).
Присутствует сброс вод под действием природных факторов с солёного озера Шаганы, что негативно влияет на водную фауну.

## Хозяйственное значения
Входит в состав национального природного парка Тузловские лиманы, созданного 1 января 2010 года с общей площадью 27 865 га. Используется для рекреации и рыбной ловли. В озере есть лечебные грязи.